# Hradec Králové-Slezské Předměstí
Hradec Králové-Slezské Předměstí (czeski: Železniční stanice Hradec Králové-Slezské Předměstí) – stacja kolejowa w miejscowości Hradec Králové, w kraju hradeckim, w Czechach. Znajduje się na wysokości 235 m n.p.m.
Jest obsługiwany i zarządzany przez České dráhy. Na stacji istnieje możliwość zakupu biletów i rezerwacji miejsc.

## Linie kolejowe
- 020 Velký Osek - Hradec Králové - Choceň